# Zehneria
Zehneria é um género botânico pertencente à família Cucurbitaceae.

## Espécies
| - Zehneria affinis - Zehneria alba - Zehneria angolensis - Zehneria angulata | - Zehneria anomala - Zehneria baueriana - Zehneria capillacea - Zehneria cerasiformis |